# Estratégias oblíquas
Estratégias oblíquas (Oblique strategies, em inglês) é um conjunto de cartas criadas por Brian Eno e publicadas em 1975. Cada carta contém uma frase ou observação enigmática utilizada para sair de um beco sem saída ou de um dilema.
Alguns exemplos:
- Coloque o problema em palavras tão claras quanto puder.

- Apenas um elemento para cada tipo.

- O que seu melhor amigo faria?

- O que aumentar? O que reduzir?

- Tente imitar!

- Honre um erro como uma intenção escondida.

Alguns trechos da introdução da edição de 2001:
"Estas cartas evoluíram de diversas observações de princípios subjacentes ao que estávamos fazendo. Às vezes elas eram reconhecidas em retrospecto (intelecto pegando a intuição), às vezes eram identificadas enquanto aconteciam, às vezes eram formuladas.!
"Elas podem ser usadas como um pacote, ou retirando uma única carta do monte quando um dilema ocorre em uma situação de trabalho. Neste caso se confia na carta mesmo que não fique claro se ela é apropriada..."
Existem diversas referências as estratégias oblíquas na cultura popular, principalmente no filme Slacker, em que um personagem oferece aos transeuntes cartas de um baralho. Estratégias mencionadas no filme incluem: "Honra teu erro como uma intenção escondida", "Olhe atentamente o embaraçoso com mais detalhes e tente ampliar", "Não é construindo um muro; é fazendo um tijolo, "Repetição é uma forma de mudança", e um que veio a ser visto como um resumo do filme (embora não faça parte do conjunto oficial de Oblique Strategies), "Retirar-se por desgosto não é a mesma coisa que a apatia". Esta linha foi citado na canção de 1994 What's the Frequency, Kenneth? do R.E.M., que também mencionou as Oblique Strategies em sua canção de 1998 "Diminished" do álbum Up.
Outros músicos supostamente inspirados pelas estratégias oblíquas incluem a banda britânica Coldplay, que disse ter usado os cartões durante a gravação em 2008 quando Brian Eno produziu o álbum Viva la Vida or Death and All His Friends, e banda francesa Phoenix , que alegou ter usado os cartões ao gravar o seu álbum de 2009, Wolfgang Amadeus Phoenix. O músico e compositor alemão, Blixa Bargeld, tem um sistema semelhante, chamado Dave.
Todas as cinco edições estão disponíveis nos E.U.A em forma de softwares no App Store da Apple Inc. desde 2009, com versões para iPhone e iPod Touch.